# ROYAL ASCOT II
『ROYAL ASCOT II』（ロイヤルアスコットツー）は、セガ（後のセガ・インタラクティブ）のメダルゲームで、競馬ゲームとして1997年に発売された。

## 概要
筐体中央部にトラックフィールドがあり、それを取り囲むようにサテライト12(5+5+2)席、そして大型プロジェクター(横3面マルチ/スタンダードは1面)があり、メインモニタ用に業務用CGボードmodel2を使用し、レース中やベット時のパドック風景のリアリティさを演出していた。

レースは常に12頭・左回りで争われる。距離は1600メートル・2400メートル・3200メートルのうちいずれかで行われる。1600mはスタート地点から4分の3周経過した向こう正面がゴールとなり、2400mはスタート地点の直線が、1周回ってきた後の最後の直線となる1 1/4周。また、3200mはそこからさらに回った向こう正面がゴールとなる。
馬券ゲームは単勝、枠連（ただし6枠制、すべてが2頭ずつの複枠である）、馬連の3タイプがあり、最高倍率1万倍である。

### 自動投入装置
この機械には、ゲームメダルを自動で計数し、投入する機能が搭載されている。

メダルゲーム機器として自動投入装置を装備したのは、本機が業界初である。

計数には特定のメダルのサイズを判別し、振り分けるための計数ホッパーが使用されており、メダル払い出し口の左下部分にセッティングされている。

専用の投入口にメダルを入れ、投入ボタンを押すと自動的にクレジットを入れてくれる、画期的なシステムであったが、直接メダルを計数ホッパー（計数機）に流し込むため、異物や液体などを誤って投入すると故障しやすく、また、ペイアウトをしながら自動計数装置を作動させると、枚数によってはいわゆる「払い出されたメダルを自動計数装置で数え続ける」、永久ループの状態になってしまうことがあったため、初期製造機ではメダル払い出し口の底が斜めに傾いて投入されるタイプだったものが、後の出荷では払い出し口の左側に幅3.5cmほどの投入口を設ける形に変化している。

### 様々な外部協力
レース中は、レース実況がリアルタイムで放送される。実況はラジオたんぱ（当時）の山本直也アナウンサー。
フィールドは左回りになっているが、プロジェクターにてCGで描かれる競馬場は、大井競馬場がモチーフとされている（ただし、噴水と着順掲示板の位置が左回りになることによって修正されている）。このため、投票受付中の場内CGにある大画面に、「TOKYO CITY KEIBA」のロゴが表示されることがある（現在の「TCK」ロゴ（当時存在しない）ではない。）

### 音楽
基本的にオリジナル曲であり、ファンファーレもオリジナルとなっている。ただし、オープン競走（レース格OP）で投票中に流れるBGMは、一世代前の機種（同社作品）である、ROYAL ASCOTの投票時BGMのアレンジとなっている。
GIのBGMはボレロを使用している。